# ساموئل کوستاندیان
ساموئل آساطوری کوستاندیان (ارمنی: Սամվել Ասատուրի Կոստանդյան؛ ۱۵ سپتامبر ۱۹۶۶) بازیکن بازنشسته فوتبال در پست هافبک و مربی فوتبال اهل ارمنستان است.

## باشگاهی
از باشگاه‌هایی که در آن بازی کرده‌است می‌توان به باشگاه فوتبال آرارات ایروان، باشگاه فوتبال کوتایک، باشگاه فوتبال کوبان کراسنودار، باشگاه فوتبال لوری کیروواکان، باشگاه فوتبال اسپیتاک، باشگاه فوتبال بانانتس، باشگاه فوتبال، باشگاه فوتبال شاختار قراغندی و باشگاه فوتبال ایرتیش پاولودار اشاره کرد.

## تیم ملی
وی همچنین در تیم ملی فوتبال ارمنستان بازی کرده‌است. کوستاندیان نخستین بازی ملی خود را که یک بازی دوستانه بود در تاریخ ۱۴ اکتبر ۱۹۹۲ در ایروان در مقابل مولداوی انجام داده‌است.